# Jovan Andrejević
Jovan Andrejević-Joles (srb. Јован Андрејевић-Јолес, ur. 6 listopada 1833 w Nowym Sadzie, zm. 21 stycznia 1864 tamże) – serbski lekarz, tłumacz, krytyk literacki i pisarz.
Urodził się jako syn duchownego. Uczęszczał do szkoły powszechnej w Nowym Sadzie, a następnie do szkoły w Temesvárze, którą ukończył 30 lipca 1853 roku. Jako wyróżniający się uczeń był popularny wśród rówieśników, znany był pod przezwiskiem Joles. W październiku 1853 rozpoczął studia na Uniwersytecie w Peszcie, kontynuował je na Uniwersytecie w Wiedniu. Podczas pobytu w Wiedniu publikował pod pseudonimem „Serb z Wiednia”, ponieważ był pod nadzorem wiedeńskiej policji, interesującej się nim z powodu jego poparcia dla programu politycznego Svetozara Mileticia. Wyróżniał się również jako student medycyny, a jego talent został dostrzeżony przez Ernesta Brückego, który mianował go swoim asystentem. W tym czasie Andrejević opublikował pracę Über den feineren Bau den Leber, w której szczegółowo opisał wewnątrzwątrobowe drogi żółciowe. Po ukończeniu studiów 16 maja 1861 roku Andrejević powrócił do Nowego Sadu.